# 북이면 (장성군)
북이면(北二面)은 전라남도 장성군 북쪽에 위치한 면이다. 넓이는 56.4km2이고, 인구는 2011년 3월 31일을 기준으로 1,536세대 3,282명이다.

## 행정 구역
| 법정리 | 행정리                             | 비고            |
| ------ | ---------------------------------- | --------------- |
| 달성리 | 달성1리, 달성2리                   |                 |
| 만무리 | 만무1리, 만무2리                   |                 |
| 모현리 | 모현1리, 모현2리                   |                 |
| 백암리 | 백암1리, 백암2리                   |                 |
| 사거리 | 사거1리, 사거2리, 사거3리, 사거4리 | 면사무소 소재지 |
| 수성리 | 수성리                             |                 |
| 신월리 | 신월1리, 신월2리, 신월3리          |                 |
| 신평리 | 신평1리, 신평2리                   |                 |
| 오월리 | 오월1리, 오월2리                   |                 |
| 원덕리 | 원덕1리, 원덕2리                   |                 |
| 조양리 | 조양1리, 조양2리                   |                 |
| 죽청리 | 죽청1리, 죽청2리                   |                 |